# Bonanza (Arkansas)
Bonanza é uma cidade  localizada no estado americano de Arkansas, no Condado de Sebastian.

## Demografia
Segundo o censo americano de 2000, a sua população era de 514 habitantes. 
Em 2006, foi estimada uma população de 544, um aumento de 30 (5.8%).

## Geografia
De acordo com o United States Census Bureau, a localidade tem uma área de 3,2 km², sem área coberta por água.

## Localidades na vizinhança
O diagrama seguinte representa as localidades num raio de 16 km ao redor de Bonanza. 